# تالاغانتي
تالاغانتي هي مدينة وبلدية في تشيلي في إقليم سانتياغو متروبوليتان ، وهي عاصمة المقاطعة التي تحمل نفس الاسم في منطقة العاصمة سانتياغو ، في المنطقة الوسطى من تشيلي .